# Mrtvica (Bośnia i Hercegowina)
Mrtvica (cyr. Мртвица) – wieś w Bośni i Hercegowinie, w Republice Serbskiej, w gminie Lopare. W 2013 roku liczyła 532 mieszkańców.